# Gălbinași (Călărași)
Gălbinași is een Roemeense gemeente in het district Călărași.
Gălbinași telt 3394 inwoners.